# Dido abandonada (Reissiger)
Dido abandonada (título original en italiano, Didone abbandonata) es una ópera en dos actos del compositor alemán Carl Gottlieb Reissiger con libreto en italiano de Pietro Metastasio, cuyo estreno tuvo lugar en el Teatro del Palacio de Zwinger de Dresde, el 31 de enero de 1824. 

## Antecedentes
El libreto de Didone abandonata fue escrito por Metastasio para que fuera utilizado por el compositor italiano Domenico Natale Sarro para componer una ópera homónima en tres actos, cuyo estreno tuvo lugar en el Teatro San Bartolomé de Nápoles, el 1 de febrero de 1724. Posteriormente a Sarro fueron más de 70 los compositores que crearon óperas sobre el mismo libreto, entre ellos Händel, Hasse, Paisiello o Päer; el último, Carl Gottlieb Reissiger.

## Libreto
Las fuentes a las que acudió Metastasio para escribir el libreto fueron La Eneida  y  Los Fastos  de los poetas romanos Virgilio y Ovidio respectivamente.

El libreto es el segundo de la producción de Metastasio, estando comprendido entre Siface, re di Numidia  (1723) y  Siroe, re di Persia (1726).

## Personajes

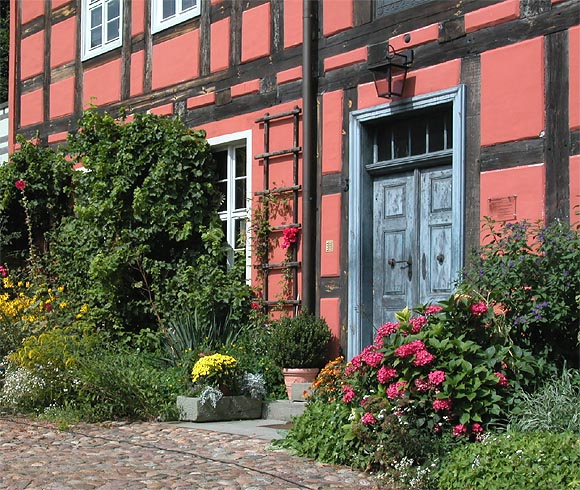
Casa natal de Reissiger Belzig (Brandeburgo)

| Personaje                                  | Tesitura    | Reparto el 31 de enero de 1824 Director: Carl Maria von Weber |
| ------------------------------------------ | ----------- | ------------------------------------------------------------- |
| Dido, reina de Cartago.                    | soprano     | Luigia Sandrini                                               |
| Eneas, héroe troyano.                      | sopranistaS | Carlo Tibaldi                                                 |
| Jarbas, rey moro bajo el nombre de Arbace. | ¿?          | ¿?                                                            |
| Selene, hermana de Dido.                   | soprano     | Carolina Miller                                               |
| Osmida, confidente de Dido.                | ¿?          | ¿?                                                            |
| Araspe, confidente de Jarbas.              | tenor       | Alfonso Zenzi                                                 |

## Argumento

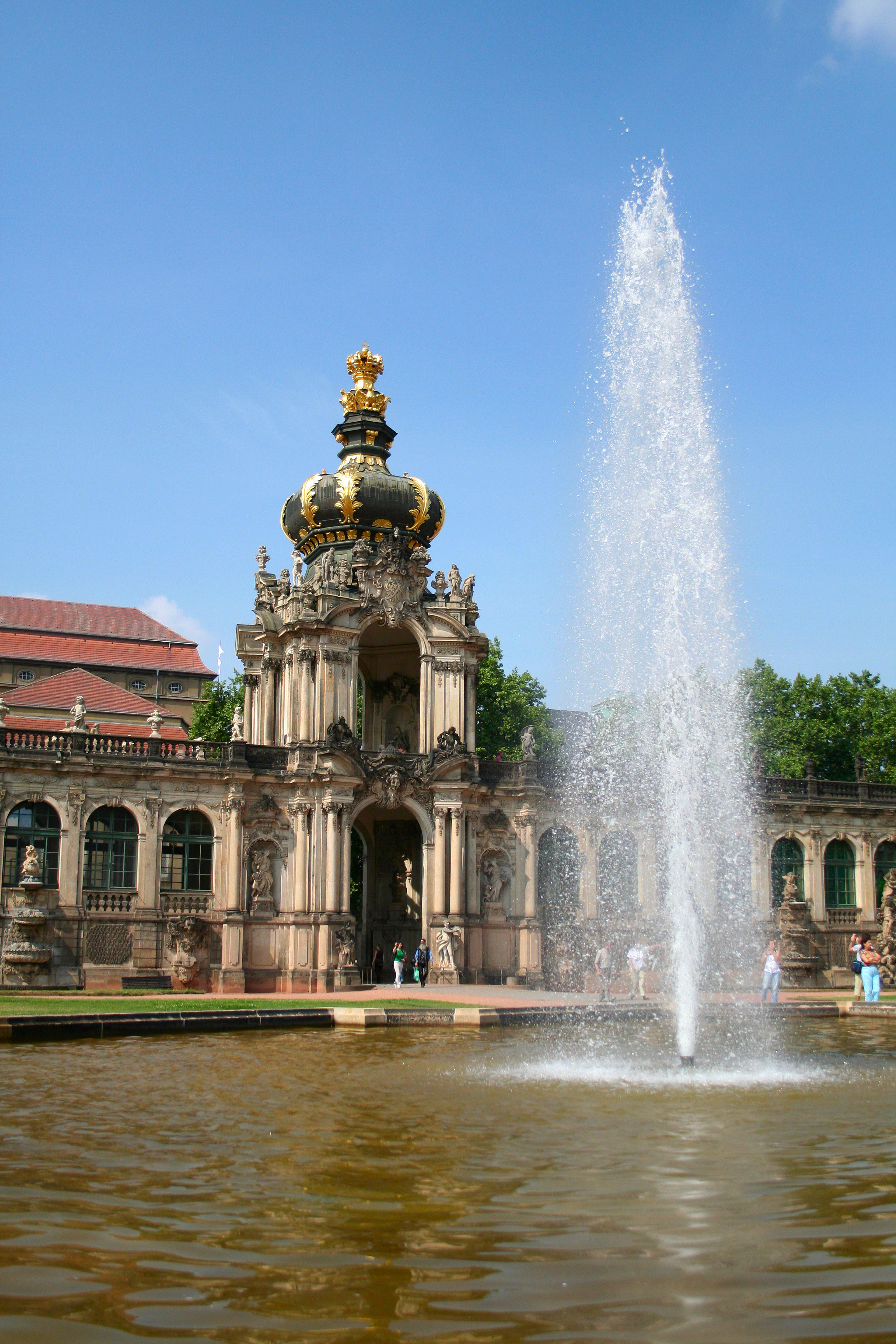
Puerta de la Corona Palacio de Zwinger (Dresde)

La acción se desarrolla en Cartago. 

Dido, viuda de Siqueo, tras serle asesinado el marido por su hermano Pigmalión, rey de Tiro, huyó con inmensas riquezas a África donde, comprando suficiente territorio, fundó Cartago. 

Fue allí solicitada como esposa por muchos, particularmente por Jarbas, rey de los moros, rehusando siempre, pues decía querer guardar fidelidad a las cenizas del extinto cónyuge. 

Mientras tanto, el troyano Eneas, habiendo sido destruida su patria por los griegos, cuando se dirigía a Italia fue arrastrado por una tempestad hasta las orillas de África, siendo allí recogido y cuidado por Dido, la cual se enamoró de él ardientemente; pero mientras éste se complacía y se demoraba en Cartago por el cariño de la misma, los dioses le ordenaron que abandonara aquel cielo y que continuara su camino hacia Italia donde le prometieron que habría de resurgir una nueva Troya. Él partió, y Dido, desesperadamente, después de haber intentado en vano retenerlo, se suicidó. 

Todo esto lo cuenta Virgilio, uniendo el tiempo de la fundación de Cartago a los errores de Eneas, en un bello anacronismo. 

Ovidio, en el tercer libro de sus Fastos, recoge que Jarbas se apoderó de Cartago tras la muerte de Dido, y que Ana, hermana de la misma, a la que llamaremos Selene, estaba ocultamente enamorada de Eneas. 

Por comodidad de la representación se finge que Jarbas, atraído por ver a Dido, se introduce en Cartago como embajador de sí mismo, bajo el nombre de Arbace. 

## Tratamiento vocal
Dido Abandonada, se trata sin duda de una ópera barroca en la cual podemos observar varios datos curiosos:
Por un lado, el protagonismo de las mujeres.
stas, estaban vetadas por la iglesia para realizar ningún tipo de representaciones en teatros. Por lo tanto se produce una controversia ya que los papeles de las mujeres deberían adoptarlos los castrati o los también llamados falsetistas naturales. No lográndose el mismo efecto que se lograba con la técnica de la castración. Se lograba una voz mucho más ligera, menos pesada y brillante que incluso la que podía emitir una mujer.
Supone también una contradicción que el tenor sea el protagonista de la ópera ya que desde el inicio de la ópera, las mujeres han tenido los papeles protagonistas.
Respecto al tratamiento vocal, cabe destacar el uso de melodías acompañadas o monodia. Estas melodías se encontraban ornamentadas para añadir una mayor complejidad y mostrar el creciente desarrollo de las características idiomáticas que se estaban adquiriendo en el Barroco donde los cantantes desarrollan nuevos niveles de virtuosismo.
Desde luego, lo que se quería conseguir con todo esto era una exaltación de sentimientos basada en la teoría de los afectos. 

## Influencia
Metastasio tuvo gran influencia sobre los compositores de ópera desde principios del siglo XVIII a comienzos del siglo XIX. Los teatros de más renombre representaron en este período obras del ilustre italiano, y los compositores musicalizaron los libretos que el público esperaba ansioso. Didone abbandonata fue utilizada por más de 70 compositores para componer otras tantas óperas de las que casi ninguna de ellas ha sobrevivido al paso del tiempo.